# لويس مورينو (لاعب كرة قدم)
لويس مورينو (بالإسبانية: Wilfredo Moreno)‏ هو لاعب كرة قدم فنزويلي في مركز الهجوم، ولد في 19 أبريل 1976 في فنزويلا. شارك مع منتخب فنزويلا لكرة القدم. أما مع النوادي، فقد لعب مع مينيروس دو غويانا.

## وصلات خارجية
- لويس مورينو (لاعب كرة قدم) على موقع قاعدة بيانات كرة القدم.إي يو (الإنجليزية)
- لويس مورينو (لاعب كرة قدم) على موقع ناشيونال فوتبول تيمز (الإنجليزية)